# Осемте колесници

## Осемте колесници на Тибетския будизъм
Будистката практика в Тибет обхваща Осемте основни традиции наречени Осемте колесници или Линиите на практиката в Тибетския будизъм. Това са линии на обучение и постижение, традиции, които могат да бъдат проследени директно през вековете на историята на Тибет и отвъд Хималаите в Индия.
Осемте традиции с техните основни извори на свещени писания, са както следват:
1) Линия Нингма 
Главната доктринална линия на Кама – Древната преводаческа школа, известна като Нингмапа: (Източниците на основните свещени писания включват: 1) Свещеното писание на Великия Събор ('дус па мдо), 2) Гухягарбха тантра (сгю 'phrul drwa ba), 3) Раздел Ум (семс сде). В допълнение, Осемтте садхана раздели (sgrub pa sde brgyad) и Сърцевината на Дзогчен, Същността на сърцето (snying thig).)
2) Линия Кадам 
Линията на Атиша: Основните източници на свещените писания включват: Постепенния път за Трите вида личности: „Лампата по пътя към просветлението“ (byang chub lam sgron), Основните инструкции върху практиките на шестнадесетте сфери (thig le bcu drug) и сходни текстове. Цонкапа и основаната от него линия Гелуг, известна и като Новата Кадампа школа наблягат на философската доктрина.
3) Линия Сакя 
Линията на славния Сакяпа: (Основните източници на свещените писания включват: Инструкция върху деветкратния път и резултат (lam 'bras).)
4) Линия Марпа Кагю 
Четирите главни и Осемте по-малки школи на линията на Кагю традицията (Основните източници на свещените писания включват: Четирите предавани принципа обединени в един, Пътят на изкусните средства, Шестте Дхарми на Наропа и Пътя на освобождението Махамудра.)
5) Линия Шангпа Кагю: (Основните източници на свещените писания включват: Линията на Кюнгпо Налджор, и Ученията за петкратната пределна реалност, (mthar thug lnga ldan gyi chos skor).)
6) Линии Шидже и Чо: „Уморитворяването на страданието“ и „Истинската Дхарма на прекъсването“.
Линиите на Пхадампа Сандже и Мачик Лабдрон: (Основните източници на свещените писания включват: „Уморитворяването на страданието“ (zhi byed)и разклоненото нейно учение „Истинската Дхарма на прекъсването“ (gcod) и сходни текстове.)
7) Линия Джордрук: „Шест приложения“
Ваджра Йога инструктивна линия, (Основните източници на свещените писания включват: Смисълът на всички коренни тантри, Същността на всички завършващи ниво практики (Сампанакрама), Шестте приложения на Калачакра (sbyor ba yan lag drug).)
8) Линия Ниендруп: „Четирите клона на Подход и Реализиране“
Линия на великия йога Орджиенпа Ринченпал: (Основните източници на свещените писания включват: Трите Ваджра инструкции на Тяло, Реч и Ум (rdo rje gsum gyi bsnyen sgrub).